# Pedro Benítez
Pedro Benítez, född den 23 mars 1981 i Luque, Paraguay, är en paraguayansk fotbollsspelare som spelar för Club Libertad. Vid fotbollsturneringen under OS 2004 i Aten deltog han det paraguayanska U23-laget som tog silver. 